# Christian Ernst Wünsch

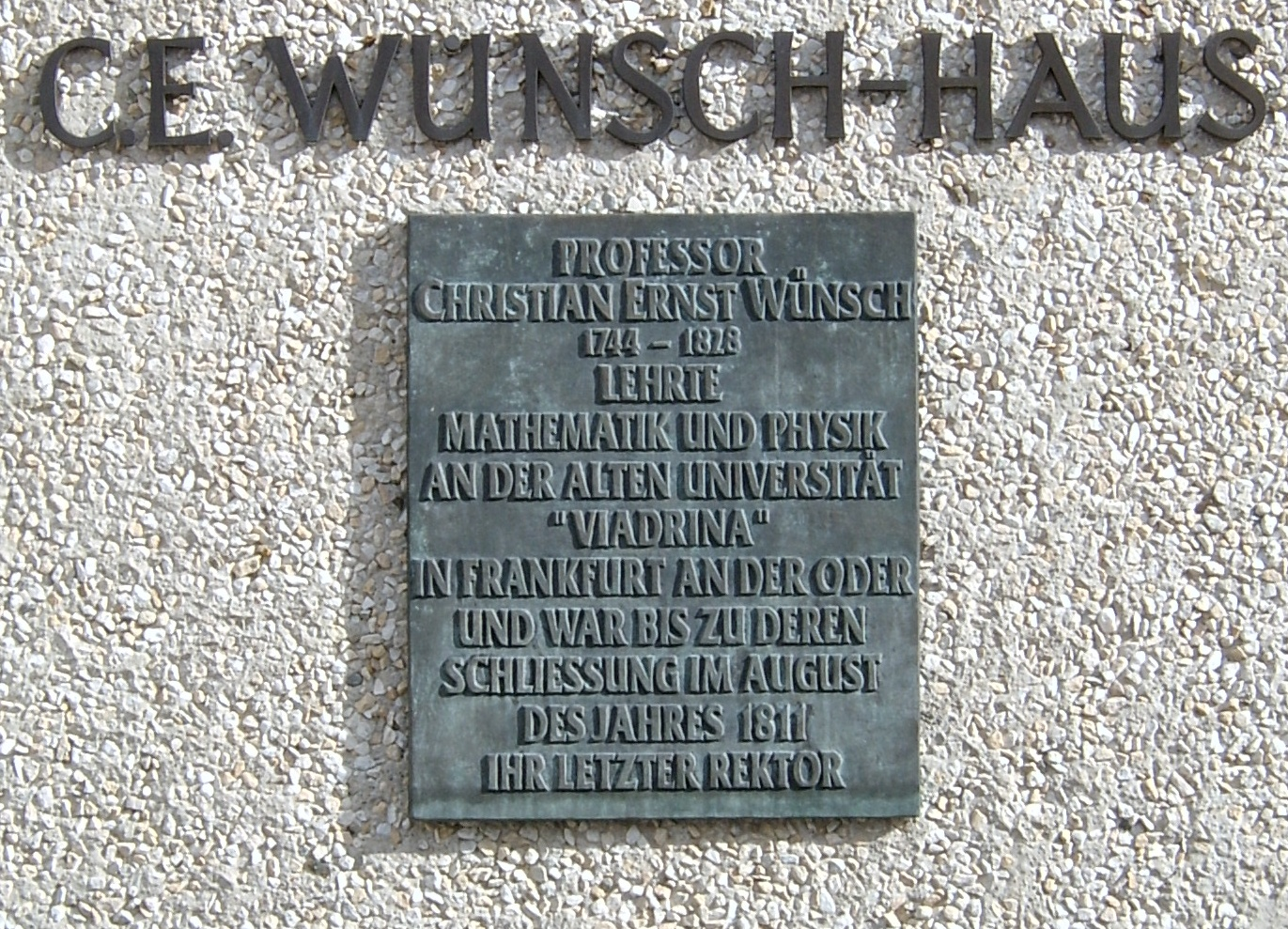
Tablica pamiątkowa

Christian Ernst Wünsch (ur. 31 października 1744 w Hohenstein (Saksonia), zm. 28 maja 1828 we Frankfurcie nad Odrą) – niemiecki matematyk i fizyk, profesor.

## Życiorys
Początkowo studiował medycynę i filozofię w Lipsku. Został w 1784 r. mianowany profesorem matematyki i fizyki. Był ostatnim rektorem Uniwersytetu Viadrina przed jego zamknięciem w 1811 r.

## Dzieła
- Versuche und Beobachtungen über die Farben des Lichtes ... Leipzig 1792.